# Ricoh GXR
Ricoh GXR — модульный цифровой фотоаппарат японской компании «Рико», отличительной особенностью которого является наличие у фотоаппарата сменных модулей, содержащих объектив и матрицу.

## Описание
Фотоаппарат состоит из корпуса (с электроникой и аккумулятором) и сменного модуля (объектив с матрицей). Модули — управляемая конструкция из объектива и матрицы, в ответ на исходящие из корпуса управляющие команды настраивается и передаёт фото- или видеоданные. Корпус, в состав которого входит видеопроцессор, передаёт полученные данные с модуля в буфер, после чего решает, что с ними делать: обрабатывать, записывать на флеш-карте или отображать на экране.
К достоинствам подобной конфигурации можно отнести:
- неразъёмное соединение объектива и матрицы, что препятствует попаданию посторонних предметов и влаги;
- на модуль A-12 устанавливаются сменные объективы с байонетом Leica M[1]
- использование оптимально подходящих друг к другу объектива и матрицы, что позволяет использовать меньший объектив для малой матрицы, использование оптимальной разрешающей способности объектива к разрешению матрицы;
- применение опитимальной пары объектив-матрица для конкретной ситуации, так, например, для портрета — матрицы большего размера (из-за меньшей глубиной резко изображаемого пространства), чем для архитектурной или интерьерной съёмки;
- применение оптимального формата матрицы для конкретных жанров фотосъёмки: APS-C матрицы с фикс-объективами для конкретных типов съёмок (ЭФР 28 мм для снимков природы и с ЭФР 50 мм для портретной не требует большой сложности конструкции), что даёт за счёт фиксированного фокусного расстояния совместно с небольшими фокусными расстояниями объективы приемлемой стоимости и размера, а для репортажной съёмки — матриц малого размера, что позволяет использовать вариообъективы с большим угловым увеличением, не боясь существенного увеличения размера и веса, скорости автофокусировки и серийной съёмки, а также стоимости.[2]

Основным недостатком такой схемы для потребителя является довольно высокая стоимость системы в целом, так как парк модулей (связки объектива с матрицей) меньше аналогичного парка универсальных объективов, а также из-за отсутствия конкуренции (на 2013 год ни один производитель не представил моделей с подобным типом модульности).
У фотокамеры относительно много органов управления (в общей сложности более 20 кнопок), в том числе:
- круговой селектор выбора режимов M/S/A/P/Auto/MY1/MY2/MY3, с фиксатором от случайного поворота;
- два колёсика для настройки выдержки и диафрагмы в ручном режиме;
- восьмипозиционный джойстик;
- две программируемые кнопки Fn1 и Fn2.

Складывающийся объектив прикрыт 3-х лепестковой шторкой, при выдвижении которого лепестки раздвигаются.

## Сменные модули
Основные технические характеристики сменных модулей:
| Модель дата анонса      | Матрица: тип и размер (мм), разрешение Мпикс), размер кадра (пикс) | Объектив: ЭФР (мм) светосила конструкция | Светочувствительность, формат данных | Видео: разрешение@частота кадров | Корпус: габариты вес | Изображение |
| ----------------------- | ------------------------------------------------------------------ | ---------------------------------------- | ------------------------------------ | -------------------------------- | -------------------- | ----------- |
| A16 24-85 мм 2012.02.19 | КМОП APS-C (23,6×15,7) 16,2 (4288 × 2768)                          | 3,5× (24 — 85) 3,5 — 5,5 11/9            | 200 — 3200 JPEG, RAW(.dng)           | MJPEG(.avi) 1280×720@24          |                      |             |
| A12 Leica M 2011.08.15  | КМОП APS-C (23,6×15,7) 12,3 (4288 × 2848)                          | Сменные. Байонет Leica M                 | 200 — 3200 JPEG, RAW(.dng)           | MJPEG(.avi) 1280×720@24          |                      |             |
| A12 50 мм Macro         | КМОП APS-C (23,6×15,7) 12,3 (4288 × 2848)                          | 50 2,5 9/8                               | 200 — 3200 JPEG, RAW(.dng)           | MJPEG(.avi) 1280×720@24          |                      |             |
| A12 28 мм 2010.02       | КМОП APS-C (23,6×15,7) 12,3 (4288 x 2416)                          | 28 2,5 9/6                               | 200 — 3200 JPEG, RAW(.dng)           | MJPEG(.avi) 1280×720@24          |                      |             |
| S10 2009.11             | КМОП 1/1,7 (7,60×5,70) 10 (3648 × 2736)                            | 3× (24 — 72) 2,5 — 4,4 11/7              | 100 — 3200 JPEG, RAW(.dng)           | MJPEG(.avi) 640×480              |                      |             |
| P10 2010.02             | КМОП 1/2,3 (6,16×4,62) 10 (1108 × 831)                             | 10,7× (28 — 300) 3,5 — 5,6 10/7          | 100 — 3200 JPEG, RAW                 | MJPEG(.avi) 1280×720@30          |                      |             |

Модуль A12 28 в режиме макросъёмки имеет увеличение 1:3.

## Аксессуары
- ЖК-видоискатель VF-2;
- бленда и адаптер HA-3,
- широкоугольный конвертер DW-6,
- телеконвертер TC-1,
- внешняя вспышка TTL GF-1,
- самоудерживающаяся крышка объектива LC-2

## Фотоснимки

Фотографии сделанные камерами Ricoh GXR
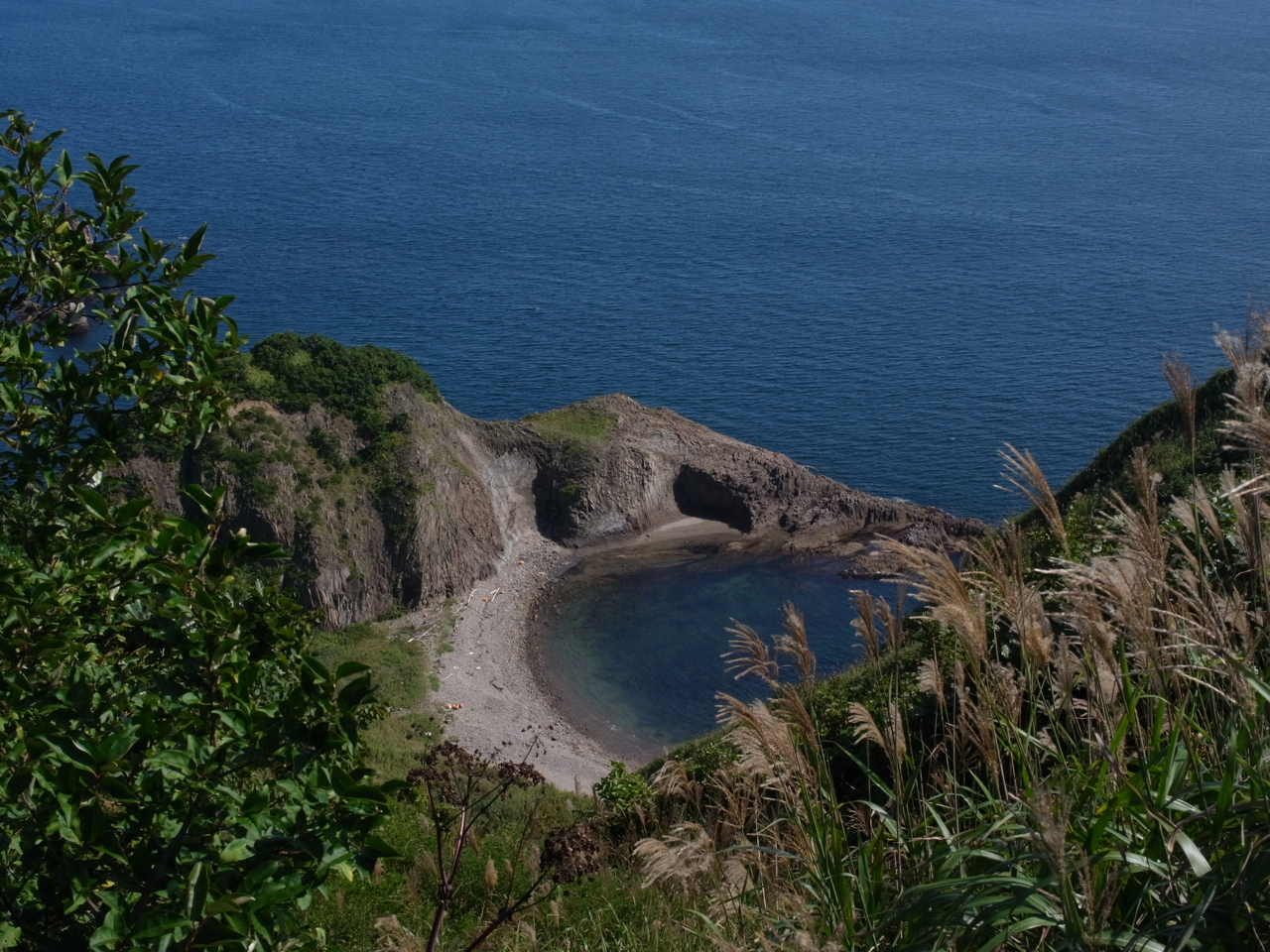
Ricoh GXR A12: Японский остров
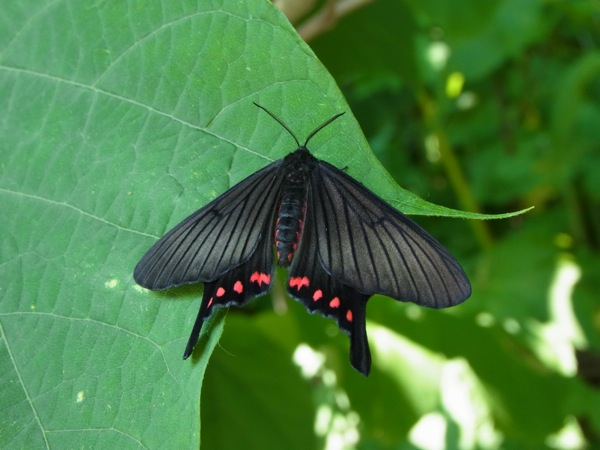
Ricoh GXR P10
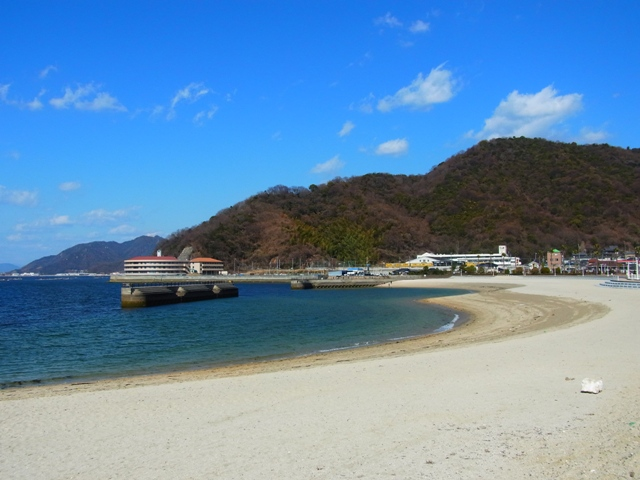
Ricoh GXR P10: